# Garland (Texas)
Garland és una ciutat ubicada al Comtat de Dallas a Texas, Estats Units d'Amèrica, de 215.768 habitants segons el cens de l'any 2000 i amb una densitat de 1478,7 per km². Garland és la 90a ciutat més poblada del país. Es troba a uns 350 quilòmetres de la capital de l'estat, Austin. L'actual alcalde és Ronald Jones.